# Georg Joseph Saffenreuter
Georg Joseph Saffenreuter (* 8. Juli 1808 in Bamberg; † 17. Mai 1869 in Würzburg) war ein deutscher römisch-katholischer Geistlicher, Theologe und Pädagoge.

## Leben
Saffenreuter kam mit seinen Eltern 1811 nach Würzburg. Er absolvierte die Lateinschule, dann das Würzburger Gymnasium und ging danach zum Studium der Philosophie an die Universität Würzburg. Dort wandte er sich der Theologie zu und trat 1829 in das Priesterseminar Würzburg ein. Am 20. August 1831 erfolgte seine Priesterweihe. Anschließend war er zunächst zwei Jahre als Kaplan in Neustadt an der Saale, ein Jahr in Bischofsheim in der Rhön und zuletzt zwei Jahre am Juliusspital in Würzburg. Im November wurde er Professor für Religionslehre am Würzburger Gymnasium sowie an der Lateinschule. Am Gymnasium lehrte er ab 1840 auch Geschichte. Bereits in dieser Zeit fiel er durch seine schriftstellerische Tätigkeit auf.
Saffenreuter wurde zum 1. Oktober 1853 als Inspektor Leiter des Schullehrerseminars. Im Juli 1860 übernahm er zudem den Vorstand des Würzburger Kreistaubstummeninstituts. 1866 war er außerdem im Lazarettdienst in Würzburg tätig.
Saffenreuter starb überraschend an einem Schlaganfall. Am 24. Mai 1869 wurde im Würzburger Dom eine Trauerfeier zu seinen Ehren abgehalten.

## Ehrungen
- Ehrendoktorwürde der Theologischen Fakultät (Dr. theol. h.c.)
- 23. April 1867 bischöflicher geistlicher Rat
- 1867 Ritterkreuz I. Klasse des Verdienstordens vom Heiligen Michael[1]

## Werke (Auswahl)
- Kirche und Schule : eine geschichtliche Übersicht über das Wirken in der ersteren für die letztere, Becker, Würzburg 1837.
- Predigten auf alle Sonn- und Festtage der katholischen Kirche, 7 Bände, Stahel 1837–1852.
  - Band 1: Predigten auf alle Sonntage der katholischen Kirche, 4. Aufl. 1848.
  - Band 2: Predigten auf die vorzüglichen Festtage der katholischen Kirche, nebst einem Cursus Fastenpredigten, 4. Aufl. 1848.
  - Band 3: Predigten auf verschiedene Sonn- und Feiertage der katholischen Kirche, nebst mehreren Casualpredigten, 4. Aufl. 1848.
  - Band 4: Homilien über die Episteln auf alle Sonntage der katholischen Kirche, 1848.
  - Band 5: Homilien über die Episteln auf alle Sonntage der katholischen Kirche, 1849.
  - Band 6: Homilien über die Episteln auf die vorzüglichen Festtage des Herrn und der Heiligen der katholischen Kirche, 1849.
  - Band 7: Predigten auf die vorzüglichen Feste des katholischen Kirchenjahres, 1852.
- Die eilfte Säcularfeier auf der Salzburg bei Neustadt an der Saale am 12. Juli 1841, Richter, Würzburg 1841.
- Eichenkränze, Manz, Regensburg 1851.
- Paulus der Weltapostel : ein Epos in neun Gesängen, Kellner, Würzburg 1859.
- Leitfaden für Schullehrlinge, Schulseminaristen und Schuldienst-Expectanten, 8. Auflage, Dannheimer, Kempten 1861.
- Die Menschwerdung des Affen: ein Spiel der Gegenwart in 2 Akten, Stahel, Würzburg 1866.